# Shaquille O'Neal
Shaquille Rashaun O'Neal (Newark, New Jersey, 6. ožujka 1972.) umirovljeni je američki profesionalni košarkaš. Igrao je na poziciji centra, a izabran je u 1. krugu (1. ukupno) NBA drafta 1992. od strane Orlando Magica. Igravši za Orlando Magice, Los Angeles Lakerse, Miami Heate, Phoenix Sunse, Cleveland Cavalierse i Boston Celticse, O'Neal je ostvario mnoge uspjehe. Osvojio je 4 NBA prstena, 1 puta proglašavan je najkorisnijim igračem lige te 3 puta najkorisnijim igračem NBA finala. O'Neal je petnaesterostruki NBA All-Star te je četrnaest puta biran u All-NBA momčad i tri puta u All-Defensive momčad.
U razdoblju od 2000. do 2002. godine O'Neal je uz pomoć Kobea Bryanta osvojio čak tri uzastopna NBA naslova te je sva tri puta odnio nagradu za najkorisnijeg igrača NBA finala. Nakon nesuglasica s Bryantom i izgubljenog NBA finala 2004. godine, O'Neal je mijenjan u Miami Heate. S njima je proveo četiri godine, a u sezoni 2005./06. O'Neal je uz Wadeovu pomoć osvojio svoj četvrti NBA prsten. Nakon sezone 2007./08. O'Neal je preselio u Phoenix Sunse te je s njima odigrao jednu sezonu, ali ipak nisu ostvarili doigravanje. Nakon završetka sezone 2008./09., O'Neal se pridružio Cleveland Cavaliersima, a zadnju NBA sezonu odigrao je u dresu Boston Celticsa i ubrzo nakon toga objavio umirovljenje od profesionalne košarke.

## Srednja škola
Pohađao je srednju školu Robert G. Cole High School. Odveo je momčad do 68-1 omjera te je na četvrtoj godini srednje škole doveo momčad do državnog naslova prvaka. Na putu do tog priznanja O'Neal je sakupivši 791 skok postavio državni rekord kojeg još nitko nije oborio.

## Sveučilište
Nakon srednje škole O'Neal se odlučio pohađati sveučilište Louisiana State. Tijekom vremena provedenog na sveučilištu, O'Neal je dobio mnoge nagrade. Dva puta izabran je u All-American momčad te je dva puta osvojio nagradu "SEC" za najboljeg igrača godine. O'Neal također drži NCAA rekord po broju blokiranih šuteva u jednoj utakmici sa 17 blokada. 2000. godine vratio se na sveučilište kako bi završio fakultet i diplomirao. 

## NBA karijera

### Orlando Magic
Izabran je kao prvi izbor NBA drafta 1992. od strane Orlando Magica. Prije odlaska u Orlando, O'Neal je proveo nekoliko dana u Los Angelesu u društvu Magicom Johnsonom. U svojoj rookie sezoni O'Neal je pomogao momčadi da ostvari 20 pobjeda više nego prethodne sezone te je prosječno postizao 23,9 poena i 13,10 skokova. Na kraju sezone, O'Neal je dobio nagradu za novaka godine. U svojoj drugoj sezoni u dresu Magica, O'Neal je prosječno postizao 29,3 poena i 13,2 skokova uz šut iz igre od 60% te je s Anferneem Hardawayom odveo Magice do prvog doigravanja u povijesti franšize. U prvom krugu doigravanja susreli su se s Indiana Pacersima koji su ih s lakoćom svladali rezultatom 3-0. 20. studenog 1993. u utakmici s New Jersey Netsima, O'Neal je ostvario svoj prvi triple-double učinak postigavši 24 poena, 28 skokova i 15 blokada. Na kraju sezone izabran je u All-NBA treću petorku.
U sezoni 1994./95. O'Neal je prosječno postizao 29.3 poena i 11.4 skokova te je izabran na svoju treću uzastopnu All-Star utakmicu. Magici su sezonu završili s 57 pobjeda te su u doigravanju pobijedili Boston Celticse, Chicago Bullse i Indiana Pacerse. U NBA finalu susreli su se s Houston Rocketsima koji su ih s lakoćom svladali rezultatom 4-0. Na kraju sezone O'Neal je izabran u All-NBA drugu petorku te je završio drugi u poretku za najkorisnijeg igrača lige. Većinu iduće sezone O'Neal je bio ozlijeđen i propustio je čak 28 utakmica regularnog dijela te je prosječno postizao 26.6 poena i 11 skokova. Odveo je Magice do omjera 60-22 te je izabran u All-NBA treću petorku i na svoju četvrtu All-Star utakmicu. U finalu Istoka Magici su se susreli s jakim Bullsima koji su ih s lakoćom svladali 4-0. Poslije te sezone O'Neal je postao slobodan igrač.

### Los Angeles Lakers
Nakon Olimpijskih igara u Atlanti 1996., generalni menadžer Los Angeles Lakersa, Jerry West, objavio je da je O'Neal novo pojačanje njihove momčadi. Nekoliko dana kasnije O'Neal je potpisao sedmogodišnji ugovor vrijedan 121 milijun dolara i službeno postao član Los Angeles Lakersa. Do početka sezone 1996./97. još neka zvučna pojačanja došla su u Lakerse od kojih je i Robert Horry te je ova momčad sezonu završila s omjerom 56-26. U polufinalu doigravanja susreli su se s Utah Jazzom koji su ih svladali rezultatom 4-1. Iduće sezone Lakersi su bili još bolji te su ostvarili omjer 61-21. U finalu Istočne konferencije ponovno su se susreli s Jazzerima koji su ih pobijedili u četiri utakmice i ušli u NBA finale. U sezoni 1998./99. Lakersi su uz San Antonio Spurse postali glavni kandidati za naslov. Lakersi su obavili važnu zamjenu kojom su svog dugogodišnjeg razigravača Nicka Van Exela mijenjali u Denver Nuggetse za sjajnog šutera Glena Ricea. Tadašnji trener je otpušten te je to mjesto do kraja sezone preuzeo Kurt Rambis. U polufinalu doigravanja susreli su se sa San Antonio Spursima. Međutim Lakersi nisu pružili veći otpor te su ih Spursi s lakoćom pobijedili 4-0 i kasnije osvojili svoj prvi NBA naslov.
1999. godine, momčad preuzima proslavljeni trener Phil Jackson i sve stvari kreću na bolje. U sezoni 1999./00. O'Neal je prosječno postizao 29,7 poena i 13,6 skokova te je bio najbolji strijelac lige. Pod vodstvom Phila Jacksona O'Neal je znatno popravio svoju igru u obrani, a Lakersi su sezonu završili s omjerom 67-15 i prvim mjestom na Zapadu. Lakersi su s lakoćom prošli kroz doigravanje i ostvarili NBA finale. U NBA finalu svladali su Indiana Pacerse rezultatom 4-2, a O'Neal je na kraju osvojio nagradu za najkorisnijeg igrača lige i za najkorisnijeg igrača NBA finala. Te sezone po prvi puta je izabran u All-Defensive momčad. Iduće dvije sezone Lakersi su osvojili oba puta NBA naslov, a O'Neal je još dva puta osvojio nagradu za najkorisnijeg igrača NBA finala. U siječnju 2002., tijekom utakmice s Bullsima, O'Neal je sudjelovao u tučnjavi gdje je udario Brada Millera. Nekoliko dana kasnije uprava NBA lige donijela je odluku te je O'Neal suspendiran na tri utakmice i morao je platiti kaznu u visini od 15 tisuća dolara.
Nakon 5. mjesta na Zapadu i poraza u polufinalu doigravanja od Spursa, Lakersi su u ljeto 2003. doveli dva sjajna veterana, Karla Malonea i Garya Paytona. Time su Lakersi postali glavni kandidati za naslov. Na početku sezone 2003./04., s dvije preostale godine ugovora, O'Neal je zatražio produženje ugovora uz puno veću godišnju plaću. Upravu kluba zabrinjavao je odnos na relaciji O'Neal-Bryant koji je postajao sve problematičniji. Te sezone Bryant je imao opciju postati slobodan igrač, te su i uprava i navijači također bili zabrinuti jer su vjerovali da Bryant neće ostati u Lakersima u O'Nealovoj sjeni. Nakon poraza u NBA finalu od Detroit Pistonsa, O'Neal se sukobio s upravom kluba te je zatražio zamjenu. Vlasnik Mavericksa, Mark Cuban, bio je vrlo zainteresiran za dovođenje O'Neala, ali su Lakersi tražili Dirka Nowitzkog, na što ovaj nije pristao te je posao s Dallasom propao. Međutim tu se pojavio Miami sa svojom ponudom koja je odgovarala Lakersima te je zamjena obavljena.

### Miami Heat
14. srpnja 2004. O'Neal je mijenjan u Miami Heat u zamjenu za Carona Butlera, Lamara Odoma, Briana Granta i budući izbor prvog kruga drafta. Nakon potpisivanja ugovora, O'Neal je uzeo broj 32, kojeg je nosio dok je igrao za Orlando. Na press konferenciji, O'Neal je navijačima Miamia obećao osvajanje NBA naslova te je priznao da je glavni razlog njegovog dolaska u Miami bilo igranje s, mladom nadolazećom zvijezdom, Dwyaneom Wadeom. U prvoj sezoni u dresu Miamia, O'Neal je prosječno postizao 22.9 poena i 10.2 skokova te je ostvario dvanaesti nastup na All-Star utakmici te je izabran u All-NBA prvu petorku. O'Neal je odveo momčad do najboljeg omjera na Istoku i finala Istočne konferencije gdje su se susreli s Detroit Pistonsima. To je bio dvoboj sjajnih centara, Bena Wallacea i Shaquillea O'Neal, ali je na kraju bio bolji Wallace te je odveo svoju momčad do NBA finala. Na kraju sezone, O'Neal je bio drugi u poretku za najkorisnijeg igrača lige, iza Stevea Nasha, a to glasovanje proglašeno je jednim od najizjednačenijih u povijesti NBA lige. 
U kolovozu 2005. O'Neal je potpisao produljenje ugovora na pet godina u vrijednosti od 100 milijuna dolara, čime bi godišnje zarađivao točno 20 milijuna dolara. Neki kritičari su izjavili da O'Neal zaslužuje više od "samo" 20 milijuna dolara na godinu. U sezoni 2005./06. O'Neal je ozlijedio desni zglob te je propustio 18 utakmica regularnog dijela. Odmah nakon nekoliko dana trener Miamia, Pat Riley, našao se na meti žestokih kritika. Glavna zamjerka mu je bila ta što O'Nealu nije davao previše prostora te ga je prisilio da ulazi s klupe čime su O'Nealu znatno pale statističke brojke. Međutim to je bila taktika koja se kasnije pokazala sjajnom, jer je Riley čuvao O'Neala za doigravanje kako bi bio svjež i spreman. O'Neal se potom oglasio i stao u trenerovu obranu te je izjavio:„ Statistike mi nisu nimalo važne, važne su mi pobjede. Ako ne zabijem niti jedan poen, a pobijedimo bit ću sretan, a ako zabijem 50 ili 60 poena i izgubimo, naravno da ću biti ljut i nesretan. Stoga samo želim osvojiti naslov, a ako budem imao niži prosjek nego prije to će svejedno biti sjajna sezona za mene. Te sezone Miami je imao samo 50% učinkovitosti budući da su igrali bez O'Neala u startnoj petorci. 11. travnja 2006. O'Neal je u utakmici s Toronto Raptorsima ostvario drugi triple-double u karijeri postigavši 15 poena, 11 skokova i 10 asistencija. Te iste sezone predvodio je ligu u postotku šuta iz igre te je time postao drugi igrač (prvi je Wilt Chamberlain) u povijesti NBA lige koji je predvodio ligu čak devet puta u toj kategoriji. 
U finalu Istočne konferencije drugoplasirani Miami svladao je prvoplasirane Detroit Pistonse rezultatom 4-2, te im time vratio za poraz prethodne sezone. U NBA finalu susreli su se s Dallas Mavericksima koje je predvodio sjajni Dirk Nowitzki. Nakon prve dvije utakmice, Miami je izgledao izgubljeno budući da je gubio u seriji 2-0. Međutim onda na scenu stupa Dwyane Wade koji svojim sjajnim igrama donosi pobjedu Miamiu u iduće četiri utakmice i prvi NBA naslov u povijesti franšize. Poslije šeste utakmice Wade je zasluženo proglašen najkorisnijim igračem NBA finala. Unatoč tome što je postizao manje poena nego u regularnom dijelu, O'Neal je bio od velike pomoći svojim suigračima te je osvojio svoj četvrti NBA prsten u sedam godina. O'Neal je ispunio obećanje, a tijekom ceremonijske proslave O'Neal je izjavio:„ Vidimo se ovdje i iduće godine!“ 
U sezoni 2006./07. O'Neal je propustio više od 30 utakmica u regularnom dijelu zbog ozljede desnog koljena. Miami se mučio s tim izostankom, ali nakon O'Nealovog povratka, Miami je pobijedio u idućih sedam od osam utakmica. Međutim tu nije bio kraj nevoljama za Miami jer je Dwyane Wade ozlijedio rame te je bio odsutan do kraja sezone. Time je O'Neal postao glavni vođa momčadi te se sučelio s brojnim kritikama kako je on star da bi odveo momčad u doigravanje i sl. Ipak O'Neal nije odustajao te je momčadi osigurao doigravanje pobjedom nad Cleveland Cavaliersima 5. travnja 2007. godine. U doigravanju susreli su se s Bullsima i unatoč tome što je O'Neal pružao dobre igre nije uspio svojom dominacijom u reketu donijeti pobjedu i prolaz u drugi krug te su ih Bullsi svladali rezultatom 4-0. To je bilo prvi puta u posljednjih deset godina da O'Neal nije uspio proći u drugi krug doigravanja. Te iste sezone O'Neal je dostigao brojku od 25 tisuća poena čime je postao 14. igrač na ljestvici najboljih strijelaca. Unatoč ovom sjajnom dostignuću O'Neal je po prvi puta u karijeri imao prosjek ispod 20 poena po utakmici.
U sezoni 2007./08. O'Neal je prosječno postizao 14,2 poena i 7,8 skokova te nije igrao sjajno. Često je radio prekršaje te je čak četiri utakmice zaredom bio isključen iz igre zbog šest osobnih pogrešaka, a upravo te sezone O'Neal je prekinuo niz od 14 uzastopnih All-Star nastupa jer nije igrao sjajno te nije bio izabran ni kao starter niti kao zamjena. Poslije te sezone počelo se nagađati oko O'Nealovog odlaska iz Miamia što se nekoliko mjeseci kasnije i ostvarilo. 

### Phoenix Suns
U veljači 2008. O'Neal je mijenjan u Phoenix Sunse u zamjenu za Shawna Mariona i Marcusa Banksa. Svoj debi u dresu Sunsa, O'Neal je ostvario 20. veljače 2008. u utakmici s Los Angeles Lakersima. O'Neal je postigao 15 poena i 9 skokova, ali su ipak Lakersi odnijeli pobjedu rezultatom 130:124. O'Neal je poslije utakmice izjavio da je on glavni krivac za poraz, jer se još nije snašao u novom klubu. Međutim u 28 preostalih utakmica regularnog dijela, O'Neal je prosječno postizao samo 12,9 poena i 10,6 skokova te su Sunsi nekako uspjeli osigurati doigravanje. U prvom krugu doigravanja susreli su se sa San Antonio Spursima koji su ih svladali u pet utakmica, a O'Neal je tijekom te serije bio na prosjeku od 15,2 poena, 9,6 skokova i 1 asistencije po utakmici. 
U sezoni 2008./09. O'Neal je igrao sjajno. U prvih 41 utakmicu O'Neal je imao prosjek od 18 poena, 9 skokova i 1,6 blokada. Ponovno je ostvario nastup na All-Star utakmici te je s Kobeom Bryantom podijelio nagradu za najkorisnijeg igrača NBA All-Star utakmice. 27. veljače 2009. O'Neal je u utakmici s Toronto Raptorsima postigao nevjerojatnih 45 poena te je sakupio 11 skokova. To je bila njegova 49. utakmica u karijeri s postignutih 40+ poena te je sezonu završio s najboljim postotkom slobodnih bacanja u karijeri od 63%. Međutim Sunsi ipak nisu ostvarili doigravanje te je to bilo po prvi puta nakon rookie sezone da O'Neal nije nastupio u doigravanju.  

### Cleveland Cavaliers
24. lipnja 2009. O'Neal je mijenjan u Cleveland Cavalierse za Bena Wallacea, Sašu Pavlovića, izbor drugog kruga NBA drafta 2010. i 500 tisuća dolara. O'Neal je potpisao jednogodišnji ugovor vrijedan 21 milijuna dolara te je nakon potpisivanja uzeo broj 33 kojeg je nosio u srednjoj školi i na sveučilištu. U prvoj predsezonskoj utakmici, Cavaliersi su igrali protiv Charlotte Bobcatsa, a O'Neal je u svom debiju u dresu Cavsa, za 15 minuta u igri postigao 6 poena, 3 skoka i blokadu. U drugoj predsezonskoj utakmici, Cavaliersi su ponovno igrali s Charlotte Bobcatsima, a O'Neal je za 18 minuta u igri ostvario 12 poena i 4 skoka. U još jednoj predsezonskoj utakmici, Cavaliersi su igrali sa San Antonio Spursima, a O'Neal je postigao 8 poena i 13 skokova uz slab šut iz igre od samo 27%. Cavaliersi su u sezonu ušli kao jedni od glavnih avorita za NBA naslov, što su ubrzo i dokazali. 25. veljače 2010. O'Neal je zadobio ozljedu palca na desnoj ruci te je zbog toga bio odsutan sve do početka doigravanja. U doigravanju, Cavsi su lako prošli Bullse, ali su u drugom krugu poraženi od, kasnijih finalista, Boston Celticsa. 

### Boston Celtics
4. kolovoza 2010. O'Neal je potpisao dvogodišnji ugovor vrijedan 2,8 milijuna dolara za momčad Boston Celticsa. Šest dana kasnije, O'Neal je službeno predstavljen kao novo pojačanje te je uzeo broj 36. Tijekom sezone, O'Neal se borio s raznim ozljedama koljena, kukova pa čak i Ahilove tetive te je nastupio u samo 37 utakmica. Međutim vratio se u doigravanju, ali bez većeg uspjeha jer su Celticsi poraženi od Miamija. 1. lipnja 2011. O'Neal je putem Twittera objavio odluku o povlačenju iz profesionalne košarke, a 3. lipnja, na press konferenciji, i službeno potvrdio umirovljenje.

## Izvan terena

### Policijska karijera
O'Neala je oduvijek zanimala policijska karijera, te im se i pridružio u provođenju zakona. O'Neal je bio zamjenik okružnog šerifa u Los Angelesu da bi bio unaprijeđen u zamjenika glavnog šerifa. 8. prosinca 2005. nakon zamjene u Miami, O'Neal je postao član policije Miamia te je pristao na plaću od jednog dolara na godinu. Nakon još jedne zamjene u Sunse, O'Neal je nakratko bio počasni šerifov zamjenik da bi početkom srpnja bio unaprijeđen u poručnika. No, šerifa okruga Maricopa iz Arizone razljutile su riječi koje je O'Neal odrepavši uputio Bryantu te ga je zatražio da vrati svoju značku.

### Filmografija

#### Filmovi
- Blue Chips (1994.)
- Kazaam (1996.)
- Good Burger (1997.)
- Steel (1997.)
- Dobio je igru (1998.)
- A Great Day in Hip Hop (1998.)
- The Wash (2001.)
- Freddy Got Fingered (2001.)
- After the Sunset (2004.)
- Mrak film 4 (2006.)
- The House Bunny (2008.)
- "Grown Ups 2"
- Starci 2 (2013.)

### Glazbena karijera

#### Diskografija
- Shaq Diesel (1993.)
- Shaq Fu: Da Return (1994.)
- You Can't Stop the Reign (1996.)
- Respect (1998.)
- Shaquille O'Neal Presents His Superfriends, Vol. 1 (nije objavljen)

## Američka reprezentacija
S američkom reprezentacijom osvojio je dvije zlatne medalje. Prvu je osvojio na Svjetskom prvenstvu u Kanadi 1994. godine, gdje je bio član još jednog Dream Teama koji je u svojim redovima imao igrače poput Reggie Millera, Shawna Kempa i drugih, a O'Neal je na kraju proglašen najkorisnijim igračem natjecanja. Drugu zlatnu medalju osvojio je na Olimpijskim igrama u Atlanti 1996. gdje je prosječno postizao 9.3 poena i 5.3 skokova.

## NBA statistika

#### Regularni dio
| Godina    | Klub        | Odig. uta. | Uta. poč. | Min. | 2P%  | 3P%  | Sl. bac.% | Skok. | Asist. | Ukr. lop. | Blok. | Poena |
| --------- | ----------- | ---------- | --------- | ---- | ---- | ---- | --------- | ----- | ------ | --------- | ----- | ----- |
| 1992./93. | Orlando     | 81         | 81        | 37.9 | .562 | .000 | .592      | 13.9  | 1.9    | .7        | 3.5   | 23.4  |
| 1993./94. | Orlando     | 81         | 81        | 39.8 | .599 | .000 | .554      | 13.2  | 2.4    | .9        | 2.8   | 29.3  |
| 1994./95. | Orlando     | 79         | 79        | 37.0 | .583 | .000 | .533      | 11.4  | 2.7    | .9        | 2.4   | 29.3  |
| 1995./96. | Orlando     | 54         | 52        | 36.0 | .573 | .500 | .487      | 11.0  | 2.9    | .6        | 2.1   | 26.6  |
| 1996./97. | L.A. Lakers | 51         | 51        | 38.1 | .557 | .000 | .484      | 12.5  | 3.1    | .9        | 2.9   | 26.2  |
| 1997./98. | L.A. Lakers | 60         | 57        | 36.3 | .584 | .000 | .527      | 11.4  | 2.4    | .6        | 2.4   | 28.3  |
| 1998./99. | L.A. Lakers | 49         | 49        | 34.8 | .576 | .000 | .540      | 10.7  | 2.3    | .7        | 1.7   | 26.3  |
| 1999./00. | L.A. Lakers | 79         | 79        | 40.0 | .574 | .000 | .524      | 13.6  | 3.8    | .5        | 3.0   | 29.7  |
| 2000./01. | L.A. Lakers | 74         | 74        | 39.5 | .572 | .000 | .513      | 12.7  | 3.7    | .6        | 2.8   | 28.7  |
| 2001./02. | L.A. Lakers | 67         | 66        | 36.1 | .579 | .000 | .555      | 10.7  | 3.0    | .6        | 2.0   | 27.2  |
| 2002./03. | L.A. Lakers | 67         | 66        | 37.8 | .574 | .000 | .622      | 11.1  | 3.1    | .6        | 2.4   | 27.5  |
| 2003./04. | L.A. Lakers | 67         | 67        | 36.8 | .584 | .000 | .490      | 11.5  | 2.9    | .5        | 2.5   | 21.5  |
| 2004./05. | Miami       | 73         | 73        | 34.1 | .601 | .000 | .461      | 10.4  | 2.7    | .5        | 2.3   | 22.9  |
| 2005./06. | Miami       | 59         | 58        | 30.6 | .600 | .000 | .469      | 9.2   | 1.9    | .4        | 1.8   | 20.0  |
| 2006./07. | Miami       | 40         | 39        | 28.4 | .591 | .000 | .422      | 7.4   | 2.0    | .2        | 1.4   | 17.3  |
| 2007./08. | Miami       | 33         | 33        | 28.6 | .581 | .000 | .494      | 7.8   | 1.4    | .6        | 1.6   | 14.2  |
| 2007./08. | Phoenix     | 28         | 28        | 28.7 | .611 | .000 | .513      | 10.6  | 1.7    | .5        | 1.2   | 12.9  |
| 2008./09. | Phoenix     | 75         | 75        | 30.0 | .609 | .000 | .595      | 8.4   | 1.7    | .6        | 1.4   | 17.8  |
| 2009./10. | Cleveland   | 53         | 53        | 23.4 | .566 | .000 | .496      | 6.7   | 1.5    | .3        | 1.2   | 12.0  |
| 2010./11. | Boston      | 37         | 36        | 20.3 | .667 | .000 | .557      | 4.8   | 0.7    | .4        | 1.1   | 9.2   |
| Ukupno    |             | 1,207      | 1,197     | 34.7 | .582 | .045 | .527      | 10.9  | 2.5    | .6        | 2.3   | 23.7  |
| All-Star  |             | 12         | 9         | 22.8 | .551 | .000 | .452      | 8.1   | 1.4    | 1.1       | 1.6   | 16.8  |

#### Doigravanje
| Godina    | Klub        | Odig. uta. | Uta. poč. | Min. | 2P%  | 3P%  | Sl. bac.% | Skok. | Asist. | Ukr. lop. | Blok. | Poena |
| --------- | ----------- | ---------- | --------- | ---- | ---- | ---- | --------- | ----- | ------ | --------- | ----- | ----- |
| 1993./94. | Orlando     | 3          | 3         | 42.0 | .511 | .000 | .471      | 13.3  | 2.3    | .7        | 3.0   | 20.7  |
| 1994./95. | Orlando     | 21         | 21        | 38.3 | .577 | .000 | .571      | 11.9  | 3.3    | .9        | 1.9   | 25.7  |
| 1995./96. | Orlando     | 12         | 12        | 38.3 | .606 | .000 | .393      | 10.0  | 4.6    | .8        | 1.2   | 25.8  |
| 1996./97. | L.A. Lakers | 9          | 9         | 36.2 | .514 | .000 | .610      | 10.6  | 3.2    | .6        | 1.9   | 26.9  |
| 1997./98. | L.A. Lakers | 13         | 13        | 38.5 | .612 | .000 | .503      | 10.2  | 2.9    | .5        | 2.6   | 30.5  |
| 1998./99. | L.A. Lakers | 8          | 8         | 39.4 | .510 | .000 | .466      | 11.6  | 2.3    | .9        | 2.9   | 26.6  |
| 1999./00. | L.A. Lakers | 23         | 23        | 43.5 | .566 | .000 | .456      | 15.4  | 3.1    | .6        | 2.4   | 30.7  |
| 2000./01. | L.A. Lakers | 16         | 16        | 42.3 | .555 | .000 | .525      | 15.4  | 3.2    | .4        | 2.4   | 30.4  |
| 2001./02. | L.A. Lakers | 19         | 19        | 40.8 | .529 | .000 | .649      | 12.6  | 2.8    | .5        | 2.5   | 28.5  |
| 2002./03. | L.A. Lakers | 12         | 12        | 40.1 | .535 | .000 | .621      | 14.8  | 3.7    | .6        | 2.8   | 27.0  |
| 2003./04. | L.A. Lakers | 22         | 22        | 41.7 | .593 | .000 | .429      | 13.2  | 2.5    | .3        | 2.8   | 21.5  |
| 2004./05. | Miami       | 13         | 13        | 33.2 | .558 | .000 | .472      | 7.8   | 1.9    | .4        | 1.5   | 19.4  |
| 2005./06. | Miami       | 23         | 23        | 33.0 | .612 | .000 | .374      | 9.8   | 1.7    | .5        | 1.5   | 18.4  |
| 2006./07. | Miami       | 4          | 4         | 30.3 | .559 | .000 | .333      | 8.5   | 1.3    | .2        | 1.5   | 18.8  |
| 2007./08. | Phoenix     | 5          | 5         | 30.0 | .440 | .000 | .500      | 9.2   | 1.0    | 1.0       | 2.6   | 15.2  |
| 2009./10. | Cleveland   | 11         | 11        | 22.1 | .516 | .000 | .660      | 5.5   | 1.4    | 0.2       | 1.2   | 11.5  |
| 2010./11. | Boston      | 2          | 0         | 6.0  | .500 | .000 | .000      | .0    | .5     | 0.5       | .0    | 1.0   |
| Ukupno    |             | 216        | 214       | 37.5 | .563 | .000 | .504      | 11.6  | 2.7    | .5        | 2.1   | 24.3  |

## Vanjske poveznice
- ShaqAttaq.net  Arhivirana inačica izvorne stranice od 23. siječnja 2019. (Wayback Machine)
- Profil na NBA.com
- Profil  Arhivirana inačica izvorne stranice od 8. svibnja 2012. (Wayback Machine) na Basketball-Reference.com
- Profil  Arhivirana inačica izvorne stranice od 16. svibnja 2008. (Wayback Machine) na Hoopedia.com
- Profil  Arhivirana inačica izvorne stranice od 13. veljače 2009. (Wayback Machine) na UltimateNBA.com
- Shaquille O'Neal u internetskoj bazi filmova IMDb-u (engl.)

| Prethodnik Larry Johnson | Prvi izbor NBA drafta NBA draft 1992. | Nasljednik Chris Webber |